# Štěně jménem Scooby-Doo
Štěně jménem Scooby-Doo (v anglickém originále A Pup Named Scooby-Doo) je americký animovaný televizní seriál z produkce Hanna-Barbera Productions. Jedná se o osmý televizní seriál o Scooby-Doo, premiéru měl 10. září 1988 a zobrazuje dětské verze hlavních postav seriálu.

## Dabing
| Postava          | Dabing           |
| ---------------- | ---------------- |
| Fred Jones       | Pavel Vondra     |
| Daphne Blakeová  | Jana Mařasová    |
| Velma Dinkleyová | Hana Krtičková   |
| Shaggy Rogers    | Antonín Navrátil |
| Scooby-Doo       | Pavel Rímský     |

## Vysílání
| Řada | Díly | Premiéra v USA | Premiéra v USA    | Premiéra v ČR      | Premiéra v ČR      |
| Řada | Díly | První díl      | Poslední díl      | První díl          | Poslední díl       |
| ---- | ---- | -------------- | ----------------- | ------------------ | ------------------ |
| 1    | 13   | 10. září 1988  | 10. prosince 1988 | 6. listopadu 2007  | 18. listopadu 2007 |
| 2    | 8    | 9. září 1989   | 4. listopadu 1989 | 19. listopadu 2007 | 26. listopadu 2007 |
| 3    | 6    | 8. září 1990   | 20. července 1990 | 27. listopadu 2007 | 2. prosince 2007   |